# Đổng Hòa
Đổng Hòa (chữ Hán: 董和) là đại thần nhà Thục Hán thời Tam Quốc trong lịch sử Trung Quốc.

## Phục vụ Lưu Chương
Đổng Hòa có tên tự là Ấu Tể (幼宰), người Nam Quận (thuộc Kinh châu), tổ tiên gốc làm nghề chài lưới ở Ba Quận (thuộc Ích châu). Cuối thời Đông Hán, Đổng Hòa dẫn người trong họ đi vào đất Tây Xuyên. Lưu Chương phong ông làm huyện trưởng ở huyện Ngưu Bỉ, rồi huyện trưởng Giang Nguyên, sau làm Thành Đô Lệnh.
Khi ấy đất Thục giàu có nhưng người Thục có thói xa xỉ. Những nhà quyền quý ăn uống tốn kém, phục sức hoa lệ, ma chay cưới hỏi linh đình đến khuynh gia bại sản. Đổng Hòa dẫn dắt người bản địa lối sống giản dị, tự mặc áo thô ăn cơm rau, ngăn chặn hoang phí bừa bãi, tạo ra nền nếp, làm phong tục biến chuyển tốt lên. Nhân dân trong vùng kính trọng ông. Nhưng các cường hào trong vùng sợ pháp chế nghiêm minh của ông, thuyết phục Lưu Chương đổi ông làm Đô úy quận Ba Đông. Hàng nghìn dân nghèo, phụ lão cầu khẩn lưu ông Hòa ở lại. Lưu Chương nghe dân xin suốt hai năm, lại chuyển Đổng Hòa về làm Thái thú quận Ích Châu. Ông vẫn thực hiện sự tiết kiệm tốt đẹp như trước. Ông cùng người bản địa làm việc với chân thành nhường nhịn, dân phương nam yêu mà tin theo.

## Phục vụ Lưu Bị
Năm 214, Lưu Bị chiếm đất Tây Xuyên, lấy Đổng Hòa làm Chưởng quân Trung Lang tướng, cùng Quân sư Tướng quân Gia Cát Lượng cộng sự tạm lo việc ở phủ Tả Tướng quân, Đại Tư mã. Đổng Hòa và Gia Cát Lượng có quan hệ thân mật và hòa thuận.
Ông nhiều lần đưa ra ý kiến phản đối ý tưởng của Gia Cát Lượng. Khi Gia Cát Lượng không tiếp nhận, Đổng Hòa kiên trì thuyết phục, đến khi Gia Cát Lượng tiếp nhận mới thôi. Vì những việc đó, Gia Cát Lượng rất khen ngợi ông, nói với cấp dưới nên lấy ông làm gương.
Đổng Hòa làm quan hơn hai chục năm, sống rất thanh liêm giản dị. Gia đình ông tự chăn nuôi, tự dệt vải.
Không rõ Đổng Hòa mất năm nào. Ông làm quan trong hơn 20 năm. Khi ông mất, trong nhà có không tới một thạch gạo.
Con ông là Đổng Doãn cũng trở thành đại thần nhà Thục Hán.